# Doggersbank
Doggersbank este o arie protejată (arie specială de conservare — SAC, sit de importanță comunitară — SCI) din Țările de Jos întinsă pe o suprafață de 473.500 ha, integral marine.

## Localizare
Centrul sitului Doggersbank este situat la coordonatele 55°08′21″N 3°28′42″E / 55.1392°N 3.4782°E.

## Înființare
Situl Doggersbank a fost declarat sit de importanță comunitară în decembrie 2008 pentru a proteja 3 specii de animale. Situl a fost protejat și ca arie specială de conservare în iunie 2016.

## Biodiversitate
Situată în ecoregiunea marină Atlantică, aria protejată conține 1 habitat natural: Bancuri de nisip acoperite în permanență slab de apă marină.
La baza desemnării sitului se află mai multe specii protejate de  mamifere (3): Halichoerus grypus, focă obișnuită (Phoca vitulina), marsuin (Phocoena phocoena).